# Mokrzyca (województwo podkarpackie)
Mokrzyca – wieś w Polsce, w województwie podkarpackim, w powiecie lubaczowskim, w gminie Lubaczów.
Do 2023 miejscowość była częścią wsi Bałaje.
W latach 1975–1998 Mokrzyca administracyjnie należała do województwa przemyskiego.
Wieś starostwa niegrodowego lubaczowskiego w XVIII wieku. 
Wierni Kościoła rzymskokatolickiego należą do parafii św. Karola Boromeusza w Lubaczowie.